# Donald Bruce Redford
Pour les articles homonymes, voir Redford.
Donald Bruce Redford, né le 2 septembre 1934 à Toronto et mort le 18 octobre 2024 à State College en Pennsylvanie, est un égyptologue et un archéologue canadien. Il est marié à Susan Redford, également égyptologue.

## Biographie
Redford a obtenu son B.A., son M.A. et son doctorat à l'Université McGill et à l'Université de Toronto. Il a été professeur adjoint (1962-1969) et professeur titulaire (1969-1998) à cette dernière. Il a rejoint l'université d'État de Pennsylvanie en 1998.
Redford a remporté le prix 1993 du « Meilleur livre savant en archéologie » décerné par la Biblical Archaeology Society pour son ouvrage intitulé Egypt, Canaan, and Israel in Ancient Times. 
Redford fait remarquer que le séjour des Hyksôs en Égypte comporte plusieurs points communs avec le récit de l'Exode dans la Bible. Il note également que plusieurs détails géographiques du récit de l'Exode évoquent le VIIe siècle avant notre ère.
Il soutient que les expériences des Hyksôs en Égypte sont devenues un fondement central des mythes de la culture cananéenne, conduisant à l'histoire de Moïse. Il affirme en outre que presque tous les détails toponymiques de l'histoire de l'Exode reflètent des conditions en Égypte qui ne sont pas antérieures à la XXVIe dynastie, la période saïte. Selon Redford, celui qui a fourni ces détails à l'auteur de l'Exode n'avait pas accès à des documents égyptiens antérieurs à cette date. Ce point de vue a été développé dans The Bible Unearthed par Israël Finkelstein et Neil Silberman.
Le travail de Redford dans la rédaction de The Oxford Encyclopedia of Ancient Egypt, publié en 2001, a valu à l'American Library Association la médaille Dartmouth pour un ouvrage de référence de qualité et d'importance exceptionnelles. Depuis 2006, il fait également partie du comité de rédaction de RIHAO.

Full Professor à l'université d'État de Pennsylvanie, il est, comme ses collègues physiciens, frappé par les rapides progrès de la science qu'il pratique et sa phrase préférée est : 
« When I start teaching a course on ancient Egypt, I always tell my students, by the end of the semester, someone will have discovered something that will change our minds 
 (Quand je commence à donner un cours sur l'Égypte antique, je dis toujours à mes étudiants que, vers la fin du semestre, quelqu'un aura découvert quelque chose qui changera nos façons de voir). »
Donald Redford meurt le 18 octobre 2024 à State College en Pennsylvanie, à 90 ans chez lui entouré de sa famille.

## Fouilles archéologiques
Redford a dirigé un certain nombre de fouilles importantes en Égypte. Il a dirigé le chantier de fouilles de Karnak-Est de 1975 à 1991 et il est, depuis 1991, directeur du chantier de fouilles Mendès. 
Son travail de mise au jour des fondations de l'un des temples d'Akhenaton a fait l'objet d'un documentaire d'une heure de l'Office national du film du Canada en 1980, The Lost Pharaoh : The Search for Akhenaten.

### «Akhenaten Temple Project»
Le projet du temple d'Akhenaton est un projet qui englobe quatre expéditions archéologiques en Égypte et dans le nord-est de l'Afrique. Il est en cours depuis 1972. Le projet est dirigé par Donald et Susan Redford et fait partie de l'université d'État de Pennsylvanie. Avec son épouse Susan, il a été directeur du projet de fouilles du temple d'Akhenaton de 1972 à 1976.

## Publications
- History and Chronology of the 18th dynasty of Egypt: Seven studies, Toronto University Press, 1967 ;
- Avec A.K. Grayson, Papyrus and tablet, Prentice-hall, Englewood Cliffs, 1973 ;
- Avec R.W. Smith, The Akhenaten temple project, 1, initial discoveries, Aris & Phillips, Warminster, 1976 ;
- Akhenaten: The Heretic King, Princeton University Press, 1984 ;
- Pharaonic King-Lists, Annals, and Day-Books: A Contribution to the Study of the Egyptian Sense of History [détail de l’édition]
- Egypt, Canaan, and Israel in Ancient Times, Princeton University Press, 1992 ;
- Avec S. Redford, The Akhenaten temple project, 4, The tomb of Re'a, TT 201, no 3, Aegypti texta propositaque, Akhenaten temple project, Toronto, 1994 ;
- The Akhenaten temple project, 3, The excavation of Kom el-Ahmar and environs, no 2, Aegypti texta propositaque, Akhenaten temple project, Toronto, 1994 ;
- Le Wadi Tumilat, no 213, p. 50-53, Les Dossiers d'archéologie, Dijon, 1996 ;
- The Oxford Encyclopedia of Ancient Egypt, Oxford-New York, 2001 ;
- The Harem Conspiracy. The Murder of Ramesses III, DeKalb, 2002 ;
- The Wars in Syria and Palestine of Thutmose III, Culture and History of the Ancient Near East 16, Leiden Brill, 2003,  (ISBN 9004129898).